# Kyrkja
De Kyrkja is een berg behorende bij de gemeente Lom in de provincie Oppland in Noorwegen. De berg, gelegen in Nationaal park Jotunheimen, heeft een hoogte van 2032 meter.
De Kyrkjais onderdeel van het gebergte Jotunheimen.